# Heinberg (Steigerplatte)
Der Heinberg ist eine 258,6 m ü. NHN, hohe Erhebung des Oberen Weserberglands. Er liegt zwischen Warburg und dessen Ortsteil Ossendorf im nordrhein-westfälischen Kreis Höxter.
Auf der Erhebung steht der Heinturm (Wartturm). Am Berg fand 1760 ein wesentlicher Teil der Schlacht bei Warburg statt. Nahe der Erhebung liegt das Segelfluggelände Warburg-Am Heinberg.

## Geographie

### Lage
Der Heinberg erhebt sich im Süden des Naturparks Teutoburger Wald/Eggegebirge. Sein Gipfel liegt etwa 4,1 km westnordwestlich des Warburger Stadtkerns und 1,5 km südsüdöstlich des Warburger Stadtteils Ossendorf. Weitere nahe Ortschaften sind im Südsüdosten der Warburger Stadtteil Germete und im Südwesten der Diemelstadter Stadtteil Wethen im hessischen Landkreis Waldeck-Frankenberg; beide Ortschaften liegen jenseits der entlang dem Südwestfuß der Erhebung fließenden Diemel. Die Landesgrenze liegt abseits des Heinbergs – wenige Meter jenseits des Flusses. Nordwestlich der langgestreckten Erhebung steht am Mühlengraben (Mühlenbach) die Warburger Kliftmühle. Der Mühlengraben mündet kurz nach der Mühle in die Diemel. Weiter flussabwärts liegt südöstlich der Erhebung die Warburger Ansiedlung Am Heinberg.

### Naturräumliche Zuordnung
Der Heinberg gehört in der naturräumlichen Haupteinheitengruppe Oberes Weserbergland (Nr. 36) und in der Haupteinheit Warburger Börde (360) zur Untereinheit Steigerplatte (360.2).

## Schutzgebiete
Auf der Südwestflanke des Heinbergs und auf der Gipfelregion liegen Teile vom Westbereich des dreiteiligen Naturschutzgebiets (NSG) Kalkmagerrasen bei Ossendorf (CDDA-Nr. 329473; 1987 ausgewiesen; 1,0521 km² groß); davon sind Teile als Fauna-Flora-Habitat-Gebiet Kalkmagerrasen bei Ossendorf (FFH-Nr. 4420-303; 50 ha) ausgewiesen. Auf die Erhebung reicht außerhalb des NSG-Bereichs das Landschaftsschutzgebiet Südlicher Kreis Höxter (CDDA-Nr. 555561177; 1984; 225,0967 km²).

## Flugsport

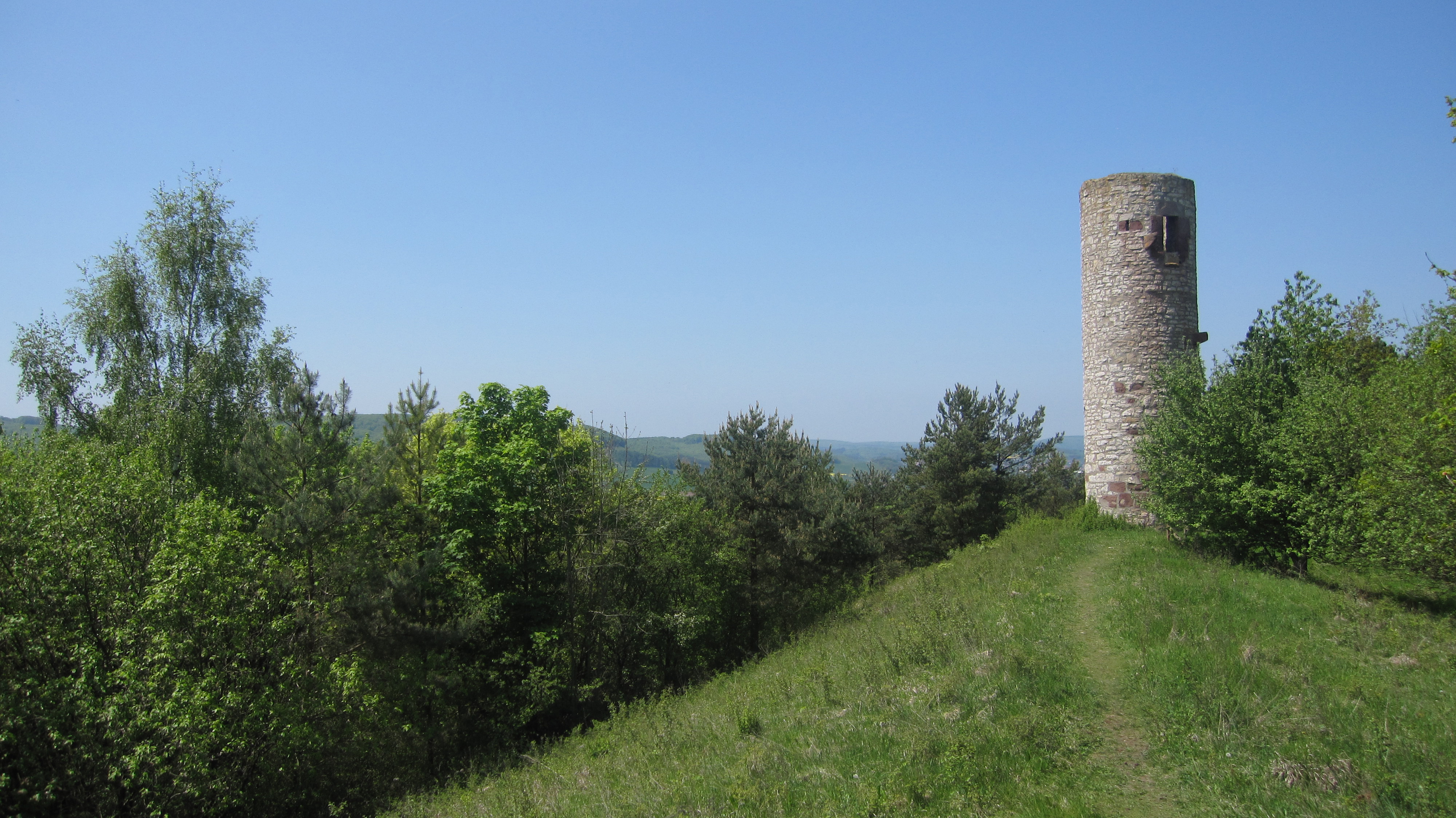
Heinturm (Südostseite)

Südwestlich des Heinbergs liegt jenseits der Diemel das Segelfluggelände Warburg-Am Heinberg. Es hat eine beiderseits der Landesgrenze befindliche Start- und Landebahn aus Gras, die etwa 1000 m lang ist.
Außerdem liegt 2,3 km nordöstlich der Erhebung nahe dem Warburger Ortsteil Menne der Modellflugplatz Menne des Modell-Flug-Clubs Scherfede e.V. (⊙).

## Sonstiges
Etwa 30 m nordwestlich vom Gipfel des Heinbergs steht der Heinturm, ein im Wesentlichen erhaltener Wartturm der Warburger Stadtverteidigung. Er wurde ab 1430 errichtet und ist 12 m hoch. Auf dem Nordhang des Heinbergs fand am 31. Juli 1760 ein wesentlicher Teil der Schlacht bei Warburg statt.